# 糸守町

岐阜县在日本的位置

糸守町（日语：／ Itomori machi */?）是日本動畫家新海誠所執導的动画电影《你的名字。》中的虛構城鎮，位於日本岐阜縣飛驒地方的深山中，為片中女主角宮水三葉的家鄉。由於劇情原因不適合以真實地點做為作品背景之場景，因此虛構出此鎮。
片中多處場景皆可對應到現實中的原型地點，並吸引眾多觀光客前往旅遊，該片製作委員會甚至因此收到當地居民反映，表示遊客所造成的噪音已影響到他們的日常生活。

## 設定
糸守町是動畫中女主角宮水三葉的家鄉，位於飛驒的深山中，但在現實上並不存在。「糸守」的命名除了呼應貫穿整個動畫中「結」的劇情，也有觀點認為該名稱具有向細田守致敬的意味。
在動畫中，糸守町是典型的日本鄉村小鎮，町內有許多西洋風格建築，其中女主角宮水三葉的住家是和洋折衷式的木造古建築。該町每2小時才會有一班列車經過，1天2班巴士，學生以自行車作為上下學的主要交通工具，便利商店則是在晚上9點就關門了。不仅不會出現在天气预报，就连Google地图上的卫星地图也不清晰。全町沒有任何一間牙醫診所或書店，酒吧也只有二間，由於位處深山之中，日照時間也較短。另外生活消費也較低。糸守町的中央是糸守湖，北側是山岳地帶，南側則是有著商店街、町政府和糸守高中的市中心。
根據外傳小說《你的名字 Another Side : Earthbound》中民俗学者俊树的假说，信仰星神天香香背男的人們遷徙至糸守，1,200年前遭隕石擊中形成糸守湖。倖存居民因感遭神背叛而改信紡織神倭文神，並開始編織組紐以封印星神，同時在巫女神樂舞加入暗示彗星分裂的動作以警示後人。但巫女二叶却感觉在陨石击中之前宫水神社的信仰便为纺织，即所信之神未因此事发生变化。根據小說的描述，彗星被比擬為龍與繩子，舞蹈動作則代表分裂的彗星。公元1803年，草鞋業者山崎繭五郎家中浴室的大火燒死宮水家所有的神職人員、焚毀神社，並燒盡或有的紙本紀錄，使儀式僅存形式，背後所代表的意義因而失傳。該次事件稱為「繭五郎大火」。

### 糸守湖
由於新海誠出生於長野縣，他也將其家鄉的元素融入動畫中，參考了長野縣諏訪市附近的景觀，虛構出糸守町。鎮內的糸守湖最初灵感来源是位于新海诚出生地小海町的松原湖，实际场景則取材于現實中的諏訪湖。然而現實中的諏訪湖是由中央高地隆起活動以及糸魚川靜岡構造線的斷層活動所形成，不同於隕石撞擊產生的糸守湖。也有觀點認為糸守湖的設定融入了北海道俱多樂湖的景觀。而糸守町的其餘場景則多是參考飛驒市。
在動畫中，故事發生的1,200年前，公轉週期1,200年的提阿瑪特彗星經過地球附近時，彗星碎裂產生的隕石炸出了隕石坑，積水形成撞擊坑湖，為最初的糸守湖。該次撞擊事件以壁畫的形式記錄在御神體石窟中。由於落下的隕石中富含鐵，這也造成糸守地區古代成為鐵的產地，並發展了製鐵工業。至於故事背景，則是提阿瑪特彗星於2013年10月4日再次經過地球時核心碎裂，冰塊覆蓋的核心底下藏有直徑約40公尺的岩塊。其中一塊碎片形成隕石，以大於秒速30公里的速率、於當地時間晚間8時42分降落在糸守北側正在舉行秋祭的糸守町宮水神社附近。該次撞擊事件形成直徑約1公里的隕石坑，並造成規模4.8的地震，衝擊波造成糸守町大部分區域被毀，五百餘人身亡。糸守南側災損較小，但約千名倖存居民亦陸續搬離該處，使糸守町在撞擊事件14個月後名實俱亡。不過在故事最後，穿越時空進入宮水三葉身體的立花瀧與三葉的朋友們成功撤離了災區188個家庭、約500人至災區外的糸守高中，扭轉了結局。由於隕石坑連接著原本的糸守湖，坑洞和原糸守湖則共同形成了新的葫蘆狀「新糸守湖」。
2016年9月20日，諏訪湖旁的立石公園發生有人在滑梯發生受傷的事故，曾被媒體報導成「動畫《你的名字。》取景的公園出現受傷意外」諸類情況，後續新海誠動畫作品團隊的官方推特則出面澄清「該公園及滑梯並沒有在影片出現」。2019年6月7日，因台灣觀光客使用滑梯受傷，當地政府正在檢討是否永久封閉該滑梯。
- 糸守湖的原型：長野縣諏訪湖
- 长野县松原湖
- 北海道俱多樂湖

### 宮水神社
宮水神社的原型為位於岐阜縣高山市的日枝神社。除了鳥居以外，有觀點認為神社其他部分是參考岐阜縣飛驒市氣多若宮神社的設計。而宮水神社的御神體參考原型則是伊豆群島南部的一座火山島青岛。
故事中宮水神社建立於446年，在2013年10月因隕石墜落而摧毀。宮水神社是糸守町的宗教信仰中心，位於糸守町北側的半山腰上，可直接眺望山下的糸守湖。神社由傳說中是倭文神的後裔的宮水家族守護，現任神職為三葉的外祖母宮水一葉。宮水家後院有小徑通往神社。該社主祀擊敗了星神天香香背男的倭文神，並擁有獨一無二的組紐文化。在糸守傳說中，倭文神擊退了當地的龍。而神社的祭典會場則是劇中隕石落下的地點。
由於繭五郎大火的因素，神社的御神體位於距離神社路程1小時以上的山頂上。山頂上有個約莫操場大小的窪地，其地形如破火山口，內有綠色植物覆蓋的濕地。窪地中央有株巨木盤踞在大岩石上，即為神社御神體之所在。其下則設有一座小祠堂，空間約莫4個榻榻米大，其中有個石造小祭壇，天花板上繪有巨大的彗星，祠堂從樹根與岩石的縫隙間的小階梯往下走即可到達。要到達巨木處需經過旁邊的小溪，而該溪被視為分隔陰陽二界，要回到陽間則需要拿最重要的東西交換。
- 宮水神社鳥居的原型：高山市日枝神社
- 飛驒市氣多若宮神社（日语：気多若宮神社）
- 宮水神社御神體的原型：伊豆群島的青岛

### 糸守高中
糸守高中（日语：／ Itomori Koukou ?）是女主角宮水三葉的就讀學校，也是糸守町町內唯一一所高中，位於糸守町南側。在動畫中隕石即將撞擊糸守町前，町長以防災演習的名義將全町居民集中至該校，成為了町民的避難處，拯救了本應死去的500位居民。RADWIMPS所發行的同名原聲音樂專輯《你的名字》中，第三首曲目即是以糸守高中命名。

### 糸守變電所
在故事中，整個糸守町的電力由「中部電力糸守變電所」供應。為了促使村民前往糸守高中避難，勅使河原克彥等人利用水胶炸药將變電所炸毀，使得糸守町全町大停電。片中擁有該變電所的中部電力在現實中確實存在，也因此該公司特地在官方網站上表示劇中所出現的「中部電力糸守變電所」純為虛構。

## 主要登場居民
- 宮水家族[1][36][46][47]：
  - 宮水一葉：女主角三葉的外祖母，宮水神社現任神職。隕石撞擊時82歲。
  - 宮水俊樹：女主角三葉的父親，原姓「溝口」，入贅宮水家，糸守町町長。隕石撞擊時54歲。
  - 宮水二葉：女主角三葉的母親，與俊樹結婚，隕石撞擊之前6年病逝。
  - 宮水三葉：女主角，宮水神社巫女。隕石撞擊時17歲。
  - 宮水四葉：女主角三葉的妹妹，宮水神社巫女。隕石撞擊時9歲。
- 勅使河原克彥：女主角三葉的同學，當地建設公司老闆的兒子[1][36][h]，後與名取早耶香結婚。隕石撞擊時17歲。
- 名取早耶香：女主角三葉的同學，後與勅使河原克彥結婚[1][36]。隕石撞擊時17歲。
- 吉野麵店老闆：在飛騨當地賣名產高山拉面，協助男主角立花瀧找到糸守町遺址的人物[33]。

## 其他
- 由羅伊·A·塔克（英语：Roy A. Tucker）發現的小行星113405（日语：糸守 (小惑星)）獲命名為「糸守」（Itomori）[48][49]。

## 外部連結
- 《你的名字》的官方网站 （日語）
-  上的糸守町 （页面存档备份，存于） （日語）
- 《Kimi no Na wa. Wiki》 上的Itomori （页面存档备份，存于） （英文）